# Dobrocina
Dobrocina – wieś w Rumunii, w okręgu Sălaj, w gminie Gâlgău. W 2011 roku liczyła 199 mieszkańców.